# Kamen Rider Den-O
Kamen Rider Den-O (仮面ライダー電王 Kamen Raidā Den'ō, Masked Rider Den-O) è la diciassettesima serie dedicata al franchise Kamen Rider e la settima serie uscita nell'era Heisei. Il nome "Den-O" significa letteralmente  "Re dei treni magnetici" (Da Densha "Treno magnetico" e Oh "re"), ma può essere inteso anche come "re del potere". Il treno Den-Liner, capace di muoversi attraverso lo spazio-tempo è la principale motivazione dietro al nome, non meno un elemento fondamentale per lo sviluppo della serie. 
La serie grazie alla sua simpatia che la differenziano dalla maggior parte delle serie precedenti ed al carisma dei personaggi principali si è rivelata una dei maggiori successi della sua era rendendo sia il Kamen Rider protagonista sia i suoi comprimari elementi spesso presenti anche nelle serie successive, a questa serie sono stati dedicati ben otto film sviluppati nel tempo anche dopo la fine della serie, due special, diversi manga, due serie anime chiamate "Imajin Anime" dedicate ai mostri protagonisti e l'ultima apparizione significativa del personaggio è stata nel 2019 durante la serie Kamen Rider Zi-O, che celebra la fine dell'era Heisei.
La serie veniva mandata in onda nel Super Hero Time assieme a Juken Sentai Gekiranger. Durante gli intervalli pubblicitari, il protagonista Ryotaro, gli Imajin e gli altri personaggi delle serie contemporanee venivano ritratti in modo cartoonesco in piccoli sketch.

## Trama
Nogami Ryotaro è la persona più sfortunata della terra. Nonostante ciò, fa di tutto per rendere la vita della sorella (da poco abbandonata dal suo fidanzato, scomparso in circostanze misteriose), più allegra e spenzierata possibile. Durante un giro in bici, Ryotaro incontra l'Imajin Momotaros, che gli offre un desiderio a sua scelta, ma prima che il ragazzo possa decidere, un Imajin pipistrello attacca i due, rivelando che Ryotaro è un Singular Point, una persona capace di diventare Den-O, il difensore del flusso temporale, destinato a salvare il tempo da queste creature,che vogliono sovvertire l'ordine del tempo stesso usando i ricordi delle persone per spostarsi nelle varie ere e portare il caos. Dopo una prima faticosa battaglia, Momotaros e Ryotaro legati a causa del suo desiderio inespresso iniziano la loro avventura, che li porterà a scoprire la verità sugli Imajin e sulla scomparsa di Sakurai Yuuto.

## Personaggi
Nogami Ryotaro (野上 良太郎 Nogami Ryōtarō)
Interpretato da Takeru Satō e Takuya Mizoguchi. Ryotaro è un singular point, una persona la cui mente è capace di non venir influenzata dalle modifiche del flusso temporale, al pari degli Imajin e può resistere (se necessario) al loro controllo. È il protagonista della storia, il Rider principale. Vive con sua sorella Airi nella caffetteria di loro proprietà. Ha un cuore dolce ed è convinto che il modo per uscire dai guai sia affidarsi ai propri amici. Durante la storia il suo carattere spingerà vari Imagin a passare dalla sua parte; questo gruppo verrà ribattezzato "Taros" e vivrà nel Den-Liner aiutando Ryotaro nelle sue battaglie e talvolta usando il suo corpo per muoversi nel mondo materiale. Dopo gli eventi della trama il suo corpo subirà un forte ringiovanimento a causa dei continui "sballonzolamenti" temporali.
Nogami Airi (野上 愛理 Nogami Airi)
Interpretata da Wakana Matsumoto. Airi è la sorella maggiore di Ryotaro e l'attuale proprietaria del Milk Dipper, la caffetteria che apparteneva ai suoi genitori. È la fidanzata di Sakurai Yuuto e per la maggior parte della serie, sembra fiduciosa del suo ritorno. Durante la serie, nel Milk Dipper appaiono spesso due spasimanti della donna, che però non ricevono alcun tipo di consenso da parte sua.
Sakurai Yuuto (桜井 侑斗 Sakurai Yūto)
Interpretato da Yūichi Nakamura (Tomonobu Okano come "Past Man" e Ruka Sawaki come bambino). Il secondo Rider della serie e principale personaggio. Come Kamen Rider Zeronos, possiede il proprio treno spaziotemporale, lo Zero-Liner. A differenza di Ryotaro, per la maggior parte della serie, è convinto che salvare le persone per salvare il flusso temporale sia superfluo, tanto da rivaleggiare per gran parte della serie con il protagonista. Lo Yuuto che appare nella serie è una versione più giovane e della stessa età del fidanzato di Airi, già innamorato di lei e come Ryotaro. Questo può contare sull'aiuto di un imajin, Deneb.
Hana (ハナ)
Interpretata da Yuriko Shiratori e Tamaki Matsumoto. È una singular point che viene da un futuro distrutto dagli Imajin. Sebbene sia lei a donare la belt ed il rider ticket a Ryotaro, non vede di buon occhio gli Imajin che con lei vanno a vivere nel Den-Liner e spesso battibecca con questi, specialmente con Momotaros. Nonostante questo odio, con il tempo la presenza dei mostri la renderà più socievole ed affezionata nei loro confronti. Dotata di una forza fuori dall'ordinario, ma comunque inferiore ai rider o alla maggior parte degli Imajin, aiuta Ryotaro e spesso lo tratta come un fratello minore.
Kotaro Nogami (野上 幸太郎 Nogami Kōtarō)
Interpretato da Dori Sakurada. Il Nipote di Ryotaro e successivo Singular Point dopo di lui. Prende il ruolo di New Den-O ed appare per la prima volta assieme all'Imajin Teddy nel film  Saraba Kamen Rider Den-O: Final Countdown (劇場版 さらば仮面ライダー電王 ファイナル・カウントダウン Gekijōban Saraba Kamen Raidā Den'ō Fainaru Kauntodaun, Farewell, Masked Rider Den-O The Movie: Final Countdown), dove spiega inizialmente di odiare il nonno a causa del nome che gli ha donato, in quanto nel futuro "Kotaro" è considerato un nome da campagnolo, oltre per il fatto che significa "Ragazzo fortunato" sebbene abbia ereditato la stessa sfortuna nella vita di tutti i giorni del suo parente. Si ricrederà solo dopo diverse discussioni fatte con il resto della "Liner Crew".

## Gli Imajin
Gli Imajin (イマジン Imajin), sono creature venute dal futuro, che usano le persone per viaggiare nel tempo. Inizialmente simili a luci, sono formati dalle famose sabbie del tempo ed devono il loro aspetto in base alla persona con cui hanno stipulato un contratto (da qui il nome, derivante dall'inglese "image", immagine e dal giapponese "majin", demone).
Fornendo un servigio ad un umano, gli Imajin possono aprire un portale attraverso il contrattuale con cui poter viaggiare indietro nel tempo. Sebbene la missione di questi mostri sia distruggere le creazioni dell'uomo, il carattere di queste creature è differente a seconda dei rapporti che hanno avuto con gli umani. Quando un Imajin perde il controllo della propria forma umanoide, si trasforma in un Gigandeath.
Tutti gli Imagin sono stati creati da Yasushi Nirasawa ad eccezione di Futaros (disegnato da Tamotsu Shinohara, causa la prematura dipartita di Nirasawa) presente solo nel film Kamen Rider Heisei Generations FOREVER, uscito nel 2019. I Design di quasi tutti gli Imagin sono basati su favole e fiabe famose in giappone e nel mondo.
Da notare che gli imajin (ed i personaggi di DEN-O in generale) sono gli unici a non possedere controparti in realtà alternative, sia in Kamen Rider Decade che in Zi-O.
- Momotaros

Il primo Imajin che si vede nella serie assieme all'imajin pipistrello. Basato sulla storia di Momotarō il ragazzo pesca (da cui deriva il nome), è il primo a donare la propria forza a Ryotaro. Sebbene sia di carattere rude e si comporti spesso come un banchou (teppista giapponese), l'imajin rosso nasconde un carattere decisamente buono ed altruista. I suoi motto sono "Ore sanjou!" (sono arrivato e "sono al climax dall'inizio alla fine". 
La forma di DEN-O che controlla è la Sword Form, che viene riconosciuta come forma principale del rider (sebbene la vera forma base sia la Plat form) e lo stesso Momotaros con il tempo diventerà l'effettivo proprietario della belt e del rider Ticket, diventando quindi il primo Kamen rider protagonista kaijin. 
In Kamen Rider Zi-O ammette che gli manchi lottare assieme a Ryotaro, che considera il suo migliore amico. 
È doppiato da Toshihiko Seki (recentemente famoso per il ruolo di Senketsu in Kill la kill) ed il suo suit actor è Seiji Taikawa che interpreta la maggior parte dei rider principali nelle serie Heisei. 
- Urataros

L'imajin blu è il secondo ad dare aiuto a Ryotaro, quando si verrà a scoprire che Momotaros non sa nuotare. Come spesso accade nelle serie "a gruppi" giapponesi, anche stavolta il colore blu è associato ad un personaggio intellettuale. Urataros è convinto che sia giusto mentire per arrivare ad uno scopo più grande. Ha un grande fascino con le donne e questo suo carattere è dovuto alla solitudine che provava stando fuori dal tempo. 
Il suo aspetto, la sua backstory e la sua voglia di mentire sono basate su Urashima Tarō, un uomo che viene portato da una tartaruga sott'acqua e reso immortale, ma una volta tornato in superficie a causa della voglia di rivedere i cari, gli anni trascorsi si accsvalleranno su di lui, portandolo alla morte (compiangendosi di aver vissuto in una menzogna) sebbene Momotaros affermi di non sopportarlo per il suo essere 
- Kintaros

L'imajin giallo è il terzo a far parte del gruppo dei Taros. Sin da subito si lega con il proprio contrattuale che lo ingaggia per diventare più forte nel karate, sebbene Kintaros sia bravo solo nel sumo e con l'ascia (come il Kintarō della leggenda da cui prende il nome e l'aspetto "da orso"). Ha un carattere che tra spunti dal bushido, spesso appare come il più anziano del gruppo, ma non brilla di furbizia come di forza. 
Si unirà al team Taros come Den-o "Axe form". 
- Ryutaros

Ryutaros è il più giovane ed infantile degli imajin, sebbene sembri il più potente dei quattro. Inizialmente doveva uccidere Ryotaro a costo della propria vita, ma ben presto cambia idea (con grande sollievo del gruppo, in quanto due di loro legati per la vita al ragazzo) quando si innamora della sorella della sua vittima. 
- Deneb

L'imajin che segue Yuuto Sakurai nelle sue avventure nel tempo. È estremamente legato a Yuuto e si atteggia spesso da genitore per lui, preoccupandosi e cucinando per lui cibo nutriente come i funghi Shiitake, che purtroppo il giovane non apprezza. 
Deneb è di carattere molto gentile ed amichevole e porta sempre con sé un cesto pieno di caramelle con il suo volto disegnato sulla carta, il suo aspetto è basato su quello di un tengu e prende il suo nome dall'omonima stella. Consente l'uso della Vega form a Zeronos e può trasformarsi in un'arma per lui, Il Denebick Buster.
- Sieg

Un imajin cigno molto spocchioso, che si atteggia a gran signore, andando così in conflitto con Momotaros. L'imajin, cercando di impossessarsi di una donna gravida, finì per "nascere" assieme al bambino, che considera suo fratello, così come considera la donna sua madre mostrando nel suo voler difendere i due,un carattere velatamente più nobile di quanto non appaia. Ryotaro ottiene grazie a lui la Wing Form, mentre nella serie Chou Den-O, Sieg si unisce agli altri nella Super Climax Form
- Imajin Morte

L'ultimo e più forte Imajin. Verrà sconfitto da un attacco che combinato di tutti i Taros, Sieg, Zeronos, Deneb e Ryotaro.
- Teddy (Neotaros)

L'Imajin ogre che accompagna New Den-O, divenendo la sua arma. Ha un carattere accondiscendente e fedele verso il suo amico Kotaro, che conosce sin dall'infanzia. 
- Imajin Fantasma

Un Imajin che si impossessa di Ryotaro per diventare Den-O Skull Form
- Negataros

Il malvagio Imajin che compare nel film di Den-O e Kiva. Simile per Aspetto a Momotaro, ha i suoi colori invertiti ed una scritta "Nega" sul petto al posto del classico "Momo". Verrà sconfitto da Den-O e Kiva, mentre usa la Den-O nega form.
- Futaros

Un imajin inizialmente considerato malvagio, ma dall'animo gentile. Vuole aiutare il suo amico Ataru, costretto a diventare il mostruoso Another Den-O che verrà sconfitto da Den-O e Zi-O
Tra gli Imajin non protagonisti, ma di spessore di trama, troviamo l'Imajin grillo basato su Pinocchio, quello Lupo basato su Cappuccetto Rosso, la lepre e tartaruga e l'Imajin leone basato su Il re leone.